# Pteris biaurita
Pteris biaurita är en kantbräkenväxtart. Pteris biaurita ingår i släktet Pteris och familjen Pteridaceae.

## Underarter
Arten delas in i följande underarter:
- P. b. biaurita
- P. b. fornicata
- P. b. walkeriana